# Аристов, Игорь Сергеевич
Игорь Сергеевич Аристов — советский хозяйственный, государственный и политический деятель.

## Биография
Родился 22 января 1939 году в Иркутске. Член КПСС.
С 1961 года — на хозяйственной, общественной и политической работе. В 1961—1992 гг. — горный инженер, заместитель начальника, начальник рудника «Заполярный», заместитель директора Норильского горно-металлургического комбината им. А. П. Завенягина по кадрам и социальному развитию, первый секретарь Норильского горкома КПСС, первый заместитель начальника главного управления кадров и социального развития Министерства цветной металлургии СССР.
Делегат XXVII съезда КПСС и XIX партконференции.
Почётный гражданин города Норильска (15.12.1989).
С 1988 года жил в Москве.